# Geometria (Gerbert d’Aurillac)
Geometria ist eine umfangreiche Sammlung geometrischer, aber auch metrologischer Themen, die durch antike Handschriften überliefert wurden. Sie wurde in der zweiten Hälfte des zehnten Jahrhunderts in mittellateinischer Sprache verfasst und wird ganz oder zum Teil Gerbert d’Aurillac zugeschrieben.

## Benutzte Quellen
Gerbert d’Aurillac stand während seiner Zeit als Abt von Bobbio eine umfangreiche Bibliothek zur Verfügung. Zahlreiche antike Schriftsteller, von Platon (Timaios in der Übersetzung des Calcidius) bis zum Kirchenvater Augustinus und dem spätantiken Martianus Capella konnten ihm Anregungen geben. Insbesondere benutzte er aber eine Sammlung mit den Schriften der römischen Agrimensoren (Corpus agrimensorum Romanorum), die sich ebenfalls dort befand. Aber auch ihm zeitlich näherstehende Quellen hat der Autor herangezogen. Dafür spricht die Verwendung der in der Antike nicht bekannten Hilfsmittel Abakus und Astrolabium und die inhaltliche Nähe zu der Aufgabensammlung Propositiones ad acuendos iuvenes des frühmittelalterlichen Gelehrten Alkuin.

## Aufbau und Inhalt
Da die Geometria in mittelalterlichen Handschriften häufig mit Schriften ähnlichen Inhalts anderer Autoren zusammengestellt wurde, gab es über den Umfang der Schrift erhebliche Kontroversen. Während Jacques Paul Migne in den Band CXXXIX der Patrologia Latina den ganzen Text in XCIV gegliedert aufnahm, sah man das bei späteren Editionen anders. Unstrittig ist, dass das Werk in folgende 3 sehr unterschiedliche Teile zerfällt:
- Kapitel I–XIII: geometrische Definitionen und Elementarsätze, Benutzung des Abakus
- Kapitel XIV–XL: praktische Geometrie mit Höhen- und Entfernungsmessungen
- Kapitel XLI–XCIV: rechnende Geometrie mit Übungsaufgaben

Es hat sich die Meinung durchgesetzt, dass nur Kapitel I–XIII sicher Gerbert d’Aurillac zuzurechnen sind. Kapitel XIV–XCIV wurden von Nicolaus Bubnov unter dem Titel Geometria incerti auctoris (Geometrie eines ungewissen Autors) ausgegliedert.

### Geometrische Definitionen und Elementarsätze, Benutzung des Abakus
Nach dem prologus, in dem er seinen antiken Vorbildern folgend die Bedeutung der Ägypter für die Geometrie rühmt, referiert der Autor einige Definitionen aus Buch I der Elemente des Euklid, von Punkt bis solidus (Körper). Dabei beruft er sich auf Boethius. Exzerpte aus dessen Schriften konnte er im Corpus agrimensorum Romanorum finden.
In Kapitel II und III listet er Längen- und Flächenmaße der antiqui auf, von der kleinsten Einheit, dem digitus bis zu iugerum und Stadion. Ähnliche Angaben machte Balbus (Agrimensor), aber auch Isidor von Sevilla (Etymologiae, XV, XV).
Danach fährt er mit den euklidischen Definitionen fort: geradlinige Figuren, rechte-spitze-stumpfe Winkel, Parallelen etc. Um dann in Kapitel V bis XI wesentliche Sätze über Dreiecke aus diesem Buch auszuführen. Dies endet §48 mit einer Darstellung des Satzes von Pythagoras.
Die folgenden Kapitel enthalten Rechenaufgaben. In einem rechtwinkligen oder auch gleichseitigen Dreieck sind 2 Werte gegeben, andere zu berechnen. Diese auch bei früheren Autoren beliebten Aufgaben konnten in der Antike nur mit ausgewählten Zahlenbeispielen durchgeführt werden, bei denen die gesamte Berechnung im ganzzahligen Bereich blieb. Gerbert d’Aurillac fürchtet die rationalen Zahlen nicht. Mit Hilfe des Abakus kann er schwierige Rechenoperationen durchführen. Ut abacistae facillimum est, in se ducens (wie es dem abacisten ganz leicht ist, wird die Zahl mit sich selbst multipliziert), schreibt er. Und so löst er eine Aufgabe, bei der schon eine der gegebenen Werte mit 6 1/3 Fuß die Ganzzahligkeit verlässt (Kapitel XII).

### Praktische Geometrie
In Kapitel XIV bis XL wird die praktische Ausführung von Vermessungsarbeiten beschrieben, die Bestimmung von Flussbreiten, Turmhöhen, Brunnentiefen. Diese Aufgaben stehen in der Tradition der römischen Agrimensoren, sind aber keine direkte Übernahme aus dem Corpus Agrimensorum Romanorum. So beschreiben Kapitel XXXVIII und XXXIX die Berechnung einer Flussbreite wie die fluminis variatio des Agrimensors Marcus Iunius Nipsus, aber mit einem anderen Konstruktionsansatz. Überdies wird das, den Agrimensoren nicht bekannte, Astrolabium als Hilfsmittel eingesetzt (Kapitel XVI u. a.)

### Rechnende Geometrie mit Übungsaufgaben
Diese Kapitel sind dagegen dem Corpus agrimensorum Romanorum enger verpflichtet. Es sind praxisferne Rechenaufgaben über rechtwinkelige Dreiecke, Kreisflächen, verschiedene Rechtecke. Durch geschickte Zahlenwahl wird erreicht, dass der Raum der ganzen Zahlen nicht verlassen wird. Viele Beispiele sind den Agrimensoren Marcus Iunius Nipsus und Epaphroditus entnommen. Dabei werden selbst Fehler, die sich eingeschlichen haben, weitergegeben, wie in Kapitel XLII ein von Marcus Iunius Nipsus übernommener falscher Ausdruck oder in Kapitel L eine Zahlenverschreibung (24 * 7 = 169, wie Epaphroditus, § 11).
Andererseits korrelieren die Kapitel LXVII bis LXXI stark mit den Propositiones ad acuendos iuvenes 21–25 und 27–31 des Alkuin. Die Aufgaben, die sich den Anschein geben, dem Alltagsleben entnommen zu sein (Kapitel LXVII: wie viele Schafe passen auf ein bestimmtes rechteckiges Feld ? Kapitel LXXVI: wie viele Weinfässer in einen Keller ?), stimmen in den Zahlenbeispielen und sogar bis in die Formulierungen überein. Ob Gerbert d’Aurillac die etwas ältere Schrift kannte, oder ob beide eine jetzt verlorene Quelle benutzten, muss offen bleiben.

## Das Schreiben an Adalbald II
Der schriftliche Austausch des Autors mit dem ebenfalls wissenschaftlich tätigen Adelboldus Traiectensis (Adalbald II., Bischof von Utrecht) ist eng mit der Geometria verbunden. Adalbald hat Gerbert d’Aurillac sein geometrisch/kosmologisches Werk De ratione inveniende crassitudinem sphaerae gewidmet und bat ihn anscheinend mehrfach um Rat in geometrischen Fragen. In einem zwischen 983 und 997 geschriebenen Brief behandelt Gerbert d’Aurillac seine Frage nicht nur sachkundig, sondern erläutert das Problem noch durch ein Zahlenbeispiel und eine Zeichnung.

## Überlieferung und Weiterleben
Das Werk ist in zahlreichen Handschriften als Teil von Sammlungen einschlägiger Texte überliefert. Bei diesen Konvoluten handelt sich um antike Bücher, wie die Timaios-Übersetzung des Calcidius, um mathematische Werke, wie die dem Boethius zugeschriebene Geometrie und um Stücke aus dem Corpus agrimensorum Romanorum. Gerbert d’Aurillac leistete einen wichtigen Beitrag für die Entwicklung der Geometrie im scholastischen Schulbetrieb, insbesondere für die Practica geometriae des Hugo von St. Viktor.
Der Benediktiner Pater Bernhard Pez edierte das Werk 1721. Von A. Olleris erschien 1867 eine Veröffentlichung im Rahmen des Gesamtwerkes. Nicolaus Bubnov setzte sich in seinem Buch ausführlich mit verschiedenen Aspekten des Textes auseinander. Eine Übersetzung in die deutsche Sprache liegt nicht vor.

## Textausgaben
- Nicolaus Bubnov: Gerberti Opera Mathematica (972–1003), Berlin 1899